# Aldo Eluisi
Aldo Eluisi (Venezia, 11 dicembre 1898 – Roma, 24 marzo 1944) è stato un militare e partigiano italiano, vittima dell'eccidio delle Fosse Ardeatine, medaglia d'oro al valor militare alla memoria.

## Biografia
Durante la prima guerra mondiale servì nei reparti di assalto degli Arditi; nel periodo della disfatta di Caporetto si impegnò in operazioni particolarmente audaci e venne proposto per una medaglia al valore. A guerra finita tornò a Roma, dove si era trasferito con la famiglia da bambino, divenendo una delle figure di riferimento della locale sezione dell'associazione degli Arditi d'Italia. Nel prosieguo prese parte all'Impresa di Fiume. Nell'aprile del 1921, venne eletto consigliere del nuovo comitato d'azione nella sezione romana dell'ANAI e pochi mesi dopo, insieme agli ufficiali Argo Secondari e Pierdominici, fondò gli Arditi del Popolo.
Antifascista vicino all'ideologia anarchica, e da molti considerato anarchico a tutti gli effetti,, il suo nome rimane legato anche a quello di Vincenzo Baldazzi sia come organizzatore delle squadre antifasciste degli Arditi del Popolo nate dalla scissione, guidata da Argo Secondari, dell'Associazione Nazionale Arditi d'Italia, sia per la Resistenza. Nel periodo negli scontri con i fascisti negli anni venti a Roma rimase ferito alla schiena da una coltellata. Fu attivo durante gli scontri che, nel centro di Roma, si verificarono in concomitanza con il congresso fondativo del P.N.F. nel novembre 1921. Successivamente, con il fascismo asceso a regime, si avvicinò al Partito d'Azione. Questo, soprattutto nel periodo della guerra di Spagna, ebbe infatti forti contatti e collegamenti con il movimento anarchico a causa della comune matrice sia antifascista che antistalinista.
Dopo l'8 settembre 1943, Eluisi si batté con valore contro l'esercito di occupazione tedesco a Porta San Paolo e alla Madonna del Riposo; fu poi partecipe della Resistenza attiva a Roma e nella formazione del Circolo di Giustizia e Libertà diretto da Vincenzo Baldazzi e che contava su una forte presenza di partigiani anarchici (tra cui Egidio Renzi e Mario Tapparelli già esponente di spicco dell'Unione Sindacale italiana).
Venne catturato, ma riuscì a fuggire. Un delatore lo tradì; catturato nuovamente in via Leccosa il 2 marzo 1944 dalla cosiddetta banda Koch (vero e proprio reparto di polizia speciale) fu trasferito nella Pensione Oltremare di via Principe Amedeo, 2, (dove fu compagno di cella di Pilo Albertelli) e venne torturato a lungo senza però che gli venissero estorte notizie sui compagni. Fu in seguito trasferito al carcere di Regina Coeli il 20 marzo 1944 venendo così ascritto alla lista delle persone a disposizione della Procura. A seguito dell'eccidio di via Rasella a Roma per ritorsione fu tradotto alle Fosse Ardeatine e trucidato.

### Persone legate a Aldo Eluisi
- Ercole Miani
- Antonio Cieri
- Guido Picelli
- Filippo Corridoni
- Argo Secondari
- Alberto Acquacalda
- Vincenzo Baldazzi
- Alceste de Ambris
- Armando Vezzelli
- Gaetano Perillo